# Saint-Denis-de-l'Hôtel

Saint-Denis-de-l'Hôtel este o comună în departamentul Loiret din centrul Franței. În 1 ianuarie 2022 avea o populație de 3.057 de locuitori.